# Билавка, Брендан
Бре́ндан Била́вка (англ. Brendan Bilawka) — канадский кёрлингист, чемпион мира и Канады среди смешанных команд.
В мужском кёрлинге играет на позициях первого и второго.

## Достижения
- Чемпионат мира по кёрлингу среди смешанных команд: золото (2019).
- Чемпионат Канады по кёрлингу среди смешанных команд: золото (2019).
- Чемпионат Канады по кёрлингу среди юниоров: бронза (2018).

## Команды
| Сезон                                          | Четвёртый      | Третий           | Второй           | Первый          | Запасной                               | Турниры               |
| ---------------------------------------------- | -------------- | ---------------- | ---------------- | --------------- | -------------------------------------- | --------------------- |
| 2013—14                                        | Колин Курц     | Ryan Lemoine     | Weston Oryniak   | Брендан Билавка |                                        |                       |
| 2014—15                                        | Колин Курц     | Ryan Lemoine     | Weston Oryniak   | Брендан Билавка |                                        |                       |
| 2015—16                                        | Weston Oryniak | Ryan Lemoine     | Andrew Clapham   | Брендан Билавка |                                        |                       |
| 2016—17                                        | J.T. Ryan      | Jacques Gauthier | Graham McFarlane | Брендан Билавка | тренер: John Lund                      | ЧКЮ 2017 (4 место)    |
| 2017—18                                        | J.T. Ryan      | Jacques Gauthier | Колин Курц       | Брендан Билавка | тренер: John Lund                      | ЧКЮ 2018              |
| 2018—19                                        | William Lyburn | Daley Peters     | Кайл Дёринг      | Брендан Билавка |                                        |                       |
| 2019—20                                        | JT Ryan        | Колин Курц       | Брендан Билавка  | Cole Chandler   |                                        |                       |
| 2020—21                                        | JT Ryan        | Колин Курц       | Брендан Билавка  | Tyler Forrest   |                                        |                       |
| 2023—24                                        | Braden Calvert | Corey Chambers   | Kyle Kurz        | Брендан Билавка |                                        | [ 3 ]                 |
| Кёрлинг среди смешанных команд (mixed curling) |                |                  |                  |                 |                                        |                       |
| 2018—19                                        | Колин Курц     | Меган Уолтер     | Брендан Билавка  | Сара Оливер     | тренеры (ЧМСК): Джим Уэйт, Tom Clasper | ЧКСК 2019 · ЧМСК 2019 |

(скипы выделены полужирным шрифтом)